# Вольфганг Вальдгерр
Вольфганг Вальдгерр (нім. Wolfgang Waldherr; 21 травня 1883, Лайбах — 15 жовтня 1962, Лінц) — австро-угорський, австрійський і німецький офіцер, генерал-майор австрійської армії (27 серпня 1931) і вермахту (березень 1938).

## Біографія
Син державних службовців, доктора філософії Йозефа Вальдгерра і його дружини Анни, уродженої Гебенштрайт. В 1901 році його вітчимом став Віктор Вебер фон Вебенау.
В 1900/03 роках навчався у Терезіанській академії, після чого служив у ландвері. В 1908/10 роках навчався у Віденському військовому училищі. В 1913 році переведений в армію, служив у штабі 3-го корпусу. Учасник Першої світової війни, воював на російському, з 1915 року — на італійському фронті. Був тричі поранений, в кінці війни, будучи хворим на пневмонію, потрапив у італійський полон. Після звільнення продовжив службу у фольксвері, в 1921 році перейшов у австрійську армію. В 1933 році вийшов у відставку і присвятив себе своєму улюбленому заняттю — полюванню в лісах Верхньої Австрії. Після аншлюсу переданий в розпорядження вермахту, проте не отримав жодних призначень. Після Другої світової війни став заступником головного єгера Верхньої Австрії. Помер після тривалої хвороби, похований в Лінці поруч з дружиною і матір'ю.

## Нагороди
- Ювілейний хрест
- Медаль «За військові заслуги» (Австро-Угорщина)
  - бронзова з мечами (15 лютого 1915)
  - срібна з мечами (18 липня 1915)
- Хрест «За військові заслуги» (Австро-Угорщина) 3-го класу з військовою відзнакою і мечами (13 березня 1915)
- Військовий Хрест Карла
- Орден Залізної Корони 3-го класу з військовою відзнакою і мечами (1918)
- Залізний хрест 2-го класу (6 червня 1918)
- Почесний знак Австрійського Червоного Хреста 2-го класу з військовою відзнакою (31 жовтня 1918)
- Пам'ятна військова медаль (Австрія) з мечами
- Великий срібний почесний знак «За заслуги перед Австрійською Республікою» (4 вересня 1933)
- Почесний хрест ветерана війни з мечами